# 梶田駅
梶田駅（かじたえき）は、広島県三次市甲奴町梶田字則永にある、西日本旅客鉄道（JR西日本）福塩線の駅である。

## 歴史
地元が建設費を負担して作られた請願駅である。
- 1963年（昭和38年）10月1日：国鉄福塩線甲奴駅 - 備後安田駅間に新設[2]。
- 1987年（昭和62年）4月1日：国鉄分割民営化に伴い、西日本旅客鉄道（JR西日本）の駅となる[2]。

## 駅構造

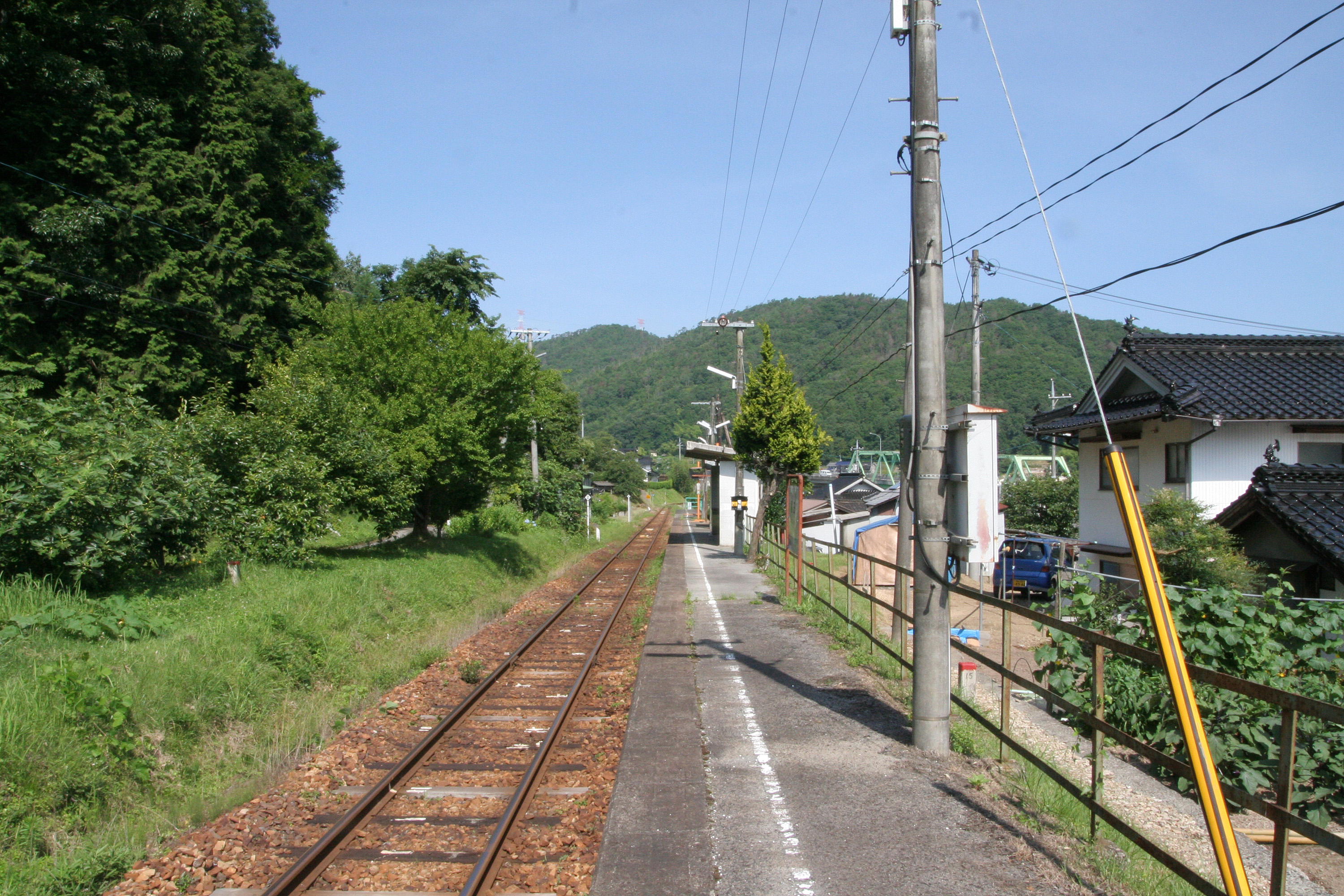
構内（2008年7月）

三次方面に向かって右側に単式ホーム1面1線を有する地上駅（停留所）。
三次鉄道部管理の無人駅。駅舎は無く、直接ホームに入る形となっている。自動券売機も設置されていない。入口付近に公衆便所が設置されている。

## 利用状況
近年の1日平均乗車人員の推移は以下の通り。
| 年度               | 1日平均 乗車人員 | 出典  |
| ------------------ | ---------------- | ----- |
| 2002年（平成14年） | 16               | [ 3 ] |
| 2003年（平成15年） |                  |       |
| 2004年（平成16年） |                  |       |
| 2005年（平成17年） |                  |       |
| 2006年（平成18年） |                  |       |
| 2007年（平成19年） |                  |       |
| 2008年（平成20年） |                  |       |
| 2009年（平成21年） |                  |       |
| 2010年（平成22年） |                  |       |
| 2011年（平成23年） | 16               | [ 4 ] |
| 2012年（平成24年） | 14               | [ 4 ] |
| 2013年（平成25年） | 10               | [ 4 ] |
| 2014年（平成26年） | 9                | [ 4 ] |
| 2015年（平成27年） | 11               | [ 4 ] |
| 2016年（平成28年） | 9                | [ 4 ] |
| 2017年（平成29年） | 4                | [ 4 ] |
| 2018年（平成30年） | 8                |       |
| 2019年（令和元年） | 5                |       |
| 2020年（令和2年）  | 4                |       |

## 駅周辺
- 広島県道27号吉舎油木線
- 広島県道425号梶田三良坂線

## 隣の駅
西日本旅客鉄道（JR西日本）
 福塩線
甲奴駅 - 梶田駅 - 備後安田駅